# Zdrojowisko

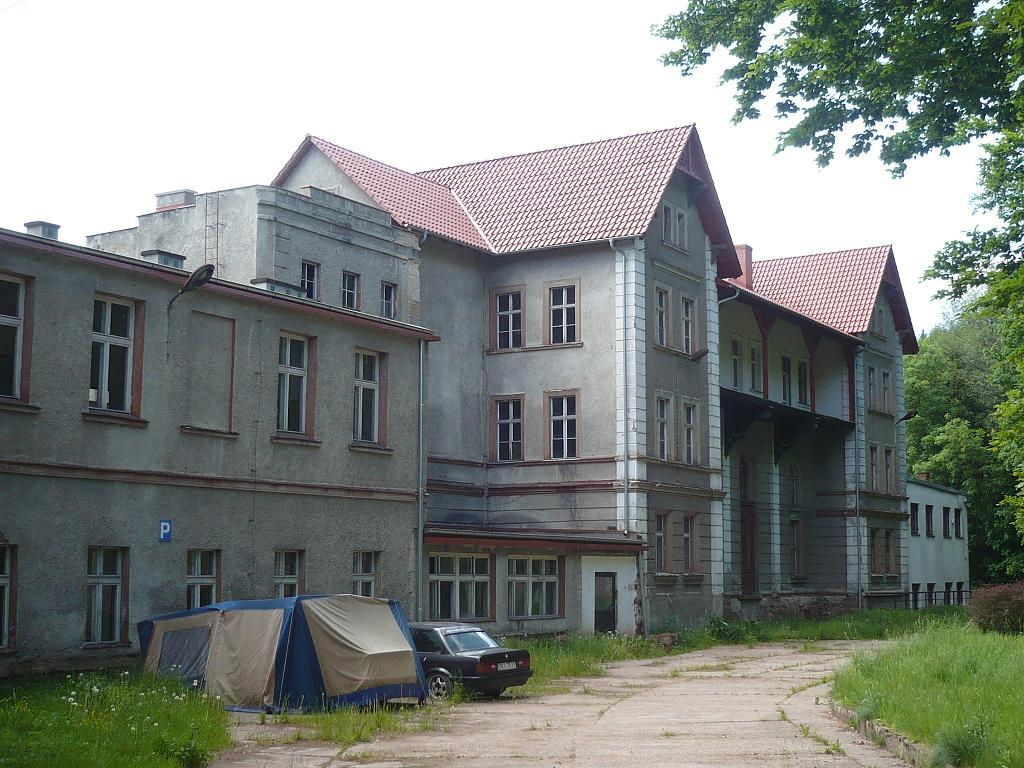
Dawny dom zdrojowy Kurhaus

Zdrojowisko (niem. Centnerbrunn) – część wsi Jugów w Polsce, położona w województwie dolnośląskim, w powiecie kłodzkim, w gminie Nowa Ruda.

## Położenie
W latach 1975–1998 Zdrojowisko administracyjnie należało do województwa wałbrzyskiego. Zdrojowisko położone jest w Sudetach Środkowych.

## Uzdrowisko
W miejscowości znajdują się naturalne źródła wód leczniczych stosowanych do kuracji pitnych lub do kąpieli mineralnych, wokół których od 1836 rozwinęło się uzdrowisko Centnerbrunn.

## Szlaki turystyczne
droga Szklary-Samborowice – Jagielno – Przeworno – Gromnik – Biały Kościół – Nieszkowice – Żelowice – Ostra Góra – Niemcza – Gilów – Piława Dolna – Owiesno – Góra Parkowa – Bielawa – Zimna Polana – Kalenica – Bielawska Polana – Zdrojowisko – Drogosław – Nowa Ruda – Tłumaczów – Radków – Pasterka – Karłów – Skalne Grzyby – Batorów – Duszniki-Zdrój – Szczytna – Zamek Leśna – Polanica-Zdrój – Bystrzyca Kłodzka – Igliczna – Międzygórze – Przełęcz Puchacza
 Zdrojowisko – Ludwikowice Kłodzkie (Muzeum Molke, Harenda) – Kompleks Gontowa – Rozdroże pod Porębem

## Komunikacja
Przez Zdrojowisko przebiega czynna w ruchu pasażerskim linia kolejowa nr 286 z Kłodzka do Wałbrzycha, z przystankiem kolejowym szynobusów Kolei Dolnośląskich.